# 高都街道
高都街道，是中华人民共和国山東省临沂市罗庄区下辖的一个乡镇级行政单位。

## 行政区划
高都街道下辖以下地区：
中坦社区、车辋社区、程庄社区、西高都村、沈牌子村、薛庄村、小塘崖村、东高都村、红日新村、常旺村、大塘崖村、潘茶盛村、双坦村和滨河新村。